# Ландафф (Нью-Гемпшир)
Ландафф (англ. Landaff) — місто (англ. town) в США, в окрузі Ґрафтон штату Нью-Гемпшир. Населення — 446 осіб (2020).

## Демографія
Згідно з переписом 2010 року, у місті мешкало 415 осіб у 179 домогосподарствах у складі 133 родин. Було 230 помешкань
Расовий склад населення:
| - 95,9 % — білих - 1,2 % — азіатів - 0,5 % — чорних або афроамериканців |

До двох чи більше рас належало 2,2 %. Частка іспаномовних становила 0,2 % від усіх жителів.
За віковим діапазоном населення розподілялося таким чином: 18,3 % — особи молодші 18 років, 63,6 % — особи у віці 18—64 років, 18,1 % — особи у віці 65 років та старші. Медіана віку мешканця становила 50,1 року. На 100 осіб жіночої статі у місті припадало 90,4 чоловіків;  на 100 жінок у віці від 18 років та старших — 91,5 чоловіків також старших 18 років.
Середній дохід на одне домашнє господарство  становив 67 127 доларів США (медіана — 48 036), а середній дохід на одну сім'ю — 78 003 долари (медіана — 59 167). Медіана доходів становила 40 250 доларів для чоловіків та 40 750 доларів для жінок. За межею бідності перебувало 19,0 % осіб, у тому числі 34,3 % дітей у віці до 18 років та 11,0 % осіб у віці 65 років та старших.
Цивільне працевлаштоване населення становило 227 осіб. Основні галузі зайнятості: освіта, охорона здоров'я та соціальна допомога — 30,4 %, виробництво — 20,7 %, роздрібна торгівля — 14,5 %, будівництво — 11,9 %.